# Hugo P. Hofflander

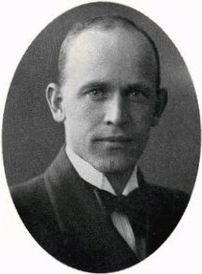
Hugo P. Hofflander.

Hugo Peter Lie Hofflander, född 14 januari 1891 i Göteborg, död där 7 maj 1963, var en svensk väg- och vattenbyggnadsingenjör. 
Hofflander, som var son till postmästare Hugo Gustaf Kasper Hofflander och Amélie Dahllöf, utexaminerades från Chalmers tekniska institut 1915. Han anställdes vid stadsingenjörskontoret i Göteborgs stad samma år, blev e.o. ingenjör där 1915, registrator 1918, kontrollingenjör 1922, andre stadsingenjör 1929 och var stadsingenjör från 1935. Han var därjämte speciallärare i stadsbyggnadsrätt vid Chalmers tekniska högskola från 1946. Han blev ledamot av Svenska kommunaltekniska föreningens mätnings- och fastighetsbildningskommitté 1942, dess ordförande 1946 och ledamot av föreningens styrelse 1947. Han var Konungariket Sveriges Hypotekskassas ombud hos Göteborgs Stadshypoteksförening 1942. Han skrev artiklar i Stadsbyggnad I–II (utgivna av Svenska kommunaltekniska föreningen 1938 och 1944).